# Terraferma
Pour plus de détails, voir Fiche technique et Distribution.
Terraferma est un film italien, à participation française, réalisé par Emanuele Crialese et sorti en 2011. Présenté à la 68e Mostra de Venise, le film a obtenu le grand prix du jury.

## Synopsis

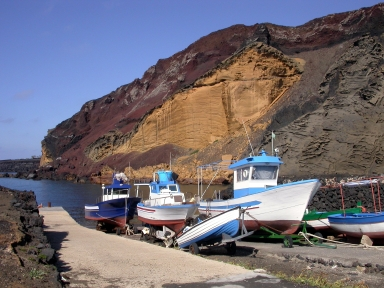
Bateaux de pêcheurs à Linosa.

Sur l'île italienne de Linosa au large des côtes de la Tunisie et au sud de la Sicile, la pêche traditionnelle est devenue non rentable et fait place au tourisme. Au cours d'un été où îliens et touristes se mélangent, l'île est accostée par des groupes entiers d'immigrés clandestins venus d'Afrique. Les familles de pêcheurs, déclassées socialement à la suite des difficultés de l'économie de la pêche, essaient, non sans mal, de cohabiter avec les nouveaux arrivants. Jeunes et anciens, parents et enfants, se confrontent sur l'attitude à tenir face à la détresse des réfugiés : ne pas leur venir en secours en mer et les dénoncer aux autorités comme la loi les y incite ou respecter les valeurs morales et la solidarité de l'île héritées du travail de la mer.

## Fiche technique
- Titre du film : Terraferma
- Réalisation : Emanuele Crialese
- Scénario : Vittorio Moroni, d'après un sujet d'Emanuele Crialese
- Photographie : Fabio Cianchetti
- Son : Pierre-Yves Lavoué
- Musique originale de Franco Piersanti ; musique additionnelle Après la pluie II de René Aubry ; générique de fin Le vent nous portera de Noir Désir par Sophie Hunger
- Décors : Simona Paggi
- Costumes : Eva Coen
- Production : Cattleya, Babe Film / France 2Cinéma
- Format : couleur - 2,35:1
- Genre : drame
- Durée : 88 min
- Pays d'origine :  Italie/ France
- Sorties :
  - 4 septembre 2011 à la 68e Mostra de Venise 2011
  - 14 mars 2012 en France

## Distribution
- Donatella Finocchiaro (VF : Julie Dumas) : Giulietta
- Filippo Pucillo (VF : Alexandre Nguyen) : Filippo
- Beppe Fiorello (it) (VF : Anatole de Bodinat) : Nino
- Mimmo Cuticchio (it) (VF : Pierre Forest) : Ernesto
- Timnit T. : Sara
- Martina Codecasa : Maura
- Tiziana Lodato (VF : Anne-Laure Gruet) : Maria
- Claudio Santamaria : Santamaria

Version française dirigée par Philippe Carbonnier au studio Dome Productions, d'après une adaptation des dialogues de Marie-Dominique Bergey.
 Source et légende : version française (VF) sur RS Doublage et le carton du doublage français.

## Projet et réalisation du film
Impressionné par l'histoire de Timnit T., jeune Africaine ayant réussi à débarquer sur l'île de Lampedusa, Emanuele Crialese lui propose de jouer son propre rôle dans Terraferma. Au-delà du thème de l'émigration africaine, le cinéaste creuse la problématique plus vaste de la quête d'une vie meilleure et de l'émigration économique, thèmes qui traversent son œuvre depuis Once We Were Strangers (1997), portrait croisé d'un Italien et d'un Indien à New York, et Golden Door (2007) dépeignant l'immigration des populations du Mezzogiorno et de Sicile aux États-Unis dans la première moitié du XXe siècle.

## Distinctions
- Grand prix du jury à la Mostra de Venise 2011